# Zachariah
Zachariah, sous-titré « the first electric western » est un western musical américain réalisé par George Englund, sorti en 1971.
Il s'inspire librement des romans Siddhartha (1922) et Narcisse et Goldmund (1930) de Hermann Hesse.

## Synopsis
Dans les années 1870, Zachariah, un jeune colon en quête du romantisme du Far West, reçoit une arme par correspondance. Il se rend en ville pour montrer son trésor à son ami proche, Matthew. Après que Zach a demandé à Matthew, forgeron de son état, de lui forger des balles d'argent, les deux amis se mettent au tir. Peu après, The Crackers, un groupe de rock and roll rebelle qui braque des banques à ses heures perdues, débarque en ville et se produit au saloon local. Alors que Zach et Matthew dansent au rythme de la musique, un client ricane en voyant l'arme de Zach, le traite de « petit pédé » et le force à dégainer. Lorsque Zach dégaine l'homme et le tue, Matthew est fou de joie, mais Zach est bouleversé d'avoir tué un homme. Zach part dans les montagnes pour éviter les poursuites, et peu de temps après, Matthew le rejoint pour signaler que les autorités ont ignoré la fusillade pour poursuivre The Crackers, qui ont cambriolé le bureau express.

## Fiche technique
- Réalisation : George Englund
- Scénario : Joe Massot, Phil Austin, Peter Bergman, David Ossman, Philip Proctor d'après Hermann Hesse
- Producteur : George Englund, Lawrence Kubik
- Photographie : Jorge Stahl Jr.
- Montage : Gary Griffin
- Musique : Jimmie Haskell
- Couleur : Metrocolor
- Production : ABC Pictures
- Genre: Western[1], comédie[2]
- Distributeur : Cinerama Releasing Corporation
- Durée : 93 minutes
- Date de sortie : 24 janvier 1971

## Distribution
- John Rubinstein : Zachariah
- Pat Quinn : Belle Starr
- Don Johnson : Matthew
- Country Joe and The Fish : The Crackers
- Elvin Jones : Job Cain
- Doug Kershaw : The Fiddler
- William Challee : Old Man
- Robert Ball : Stage Manager
- Dick Van Patten : The Dude
- James Gang : Job Cain's Band
- White Lightnin' : Old Man's Band
- The New York Rock Ensemble : Belle Starr's Band

## Musiques du film
- We're the Crackers :  Joe McDonald
- All I Need :  Joe McDonald
- Poor But Honest Crackers :  Joe McDonald et Barry Melton
- Country Fever :  The James Gang
- Laguna Salada :  Joe Walsh, Jim Fox et Dale Peters
- Drum Solo : Elvin Jones
- The Ballad of Job Cain : Doug Kershaw
- Grave Digger : Michael Kamen et Martin Fulterman
- Down in the Willow Garden :  traditionel
- Camino Waltz : John Rubinstein
- Shy Ann : Byard Ray and Obray Ramsey